# Jivaromyia
Jivaromyia is een geslacht van steltmuggen (Limoniidae). Het geslacht telt slechts 1 soort.

## Soorten
- Jivaromyia problematica